# 四ツ葉さがしの旅人
四ツ葉さがしの旅人（よつばさがしのたびびと）は、Galileo Galileiの2ndシングル。

## 解説
- 初回仕様限定盤には、「特製ピック」が封入された。

## 収録曲
（全作詞・作曲:尾崎雄貴／全編曲：Galileo Galilei）
1. 四ツ葉さがしの旅人 - 4:22
TBS「CDTV」2010年10月度オープニング曲
2. ありがとう、ごめんね - 5:23
3. Invader - 3:06
インストナンバー。